# Chiesa di Sant'Antonio Abate (Udine)
La chiesa di sant'Antonio abate è un edificio religioso di Udine, oggi sconsacrato, situato all'angolo nord-est di Piazza del Patriarcato, accosta all'attuale Museo diocesano di Udine.

## Storia
In origine era un edificio in stile gotico risalente al XIV secolo, venne eretta da fra' Ciotto Ciotto degli Abbati, priore a Venezia dell'ordine degli ospitalieri di Vienne, e consacrata dal patriarca Nicolò di Lussemburgo nel 1354. Dopo il trasferimento del patriarca dal castello di Udine al nuovo palazzo divenne cappella patriarcale. La facciata rimasta fino ad allora spoglia fu compiuta tra il 1731 ed il 1734 da Giorgio Massari, su commissione del patriarca Dionisio Dolfin.
L'edificio, pur restando consacrato, è utilizzato come auditorium ed ospita anche mostre ed esposizioni.

## Descrizione
Aull'esterno solo alcuni archetti pensili ogivali a marginatura superiore dell'abside testimonianol'antica costruzione gotica.
Ben più presente è la facciata, dal maturo gusto palladiano, progettata dal Massari con il suo sagrato sopraelevato e ornato dalle statue dei quattro evangelisti.
Ad ornare la facciata tripartita dalle semicolonne corinzie sono le due statue delle allegorie della Carità e della Giustizia, opere di Antonio Gai annicchiate ai lati, e dentro un ovale sopra il portale l'ossuto busto di Dionisio Dolfin dedicatogli dal nipote e successore Daniele Dolfin e scolpito da Giovanni Maria Morlaiter.
Al centro del timpano è lo stemma comune dei patriarchi Dolfin mentre a coronamento sono le statue di Sant'Antonio abate, al centro, e ai lati quelle di due santi protomartiri Ermagora e Fortunato in abiti vescovili – una scelta precisa volata a ricordare le origini della diocesi di Aquilea – anche queste scolpite dal Gai.
Al suo interno si trovano le tombe di quattro tra gli ultimi patriarchi di Aquileia: sulla parete destra il monumento funebre di Francesco Barbaro e Ermolao II Barbaro, e a terra le più semplici lapidi di Dionisio Dolfin e Daniele Dolfin.
Sull'altar maggiore la statua di sant'Antonio abate, opera di Giovanni Maria Morlaiter del 1737. Alle pareti sono riaffiorati ampi lacerti di pitture trecentesche fortemente influenzate da Vitale da Bologna e vicine ai post giotteschi padovani, tra queste risplende la Madonna in trono col Bambino e santi. Altre opere pittoriche presenti nella chiesa sono la Flagellazione di Cristo di Francesco Lugaro (1560-1620), e un'altra pala (1603) di Secante Secanti.